# Pieve Vergonte
Piedimulera là một đô thị ở tỉnh Verbano-Cusio-Ossola trong vùng Piedmont, có cự ly khoảng 110 km về phía đông bắc của Torino và khoảng 25 km về phía tây bắc của Verbania. Tại thời điểm ngày 31 tháng 12 năm 2004, đô thị này có dân số 1.661 người và diện tích là 7,6 km².
Đô thị Piedimulera có các frazioni (đơn vị cấp dưới, chủ yếu là các làng) Cimamulera, Mezzamulera, Meggiana, Gozzi sopra, Gozzi sotto, Morlongo, Madonna, Colletto, Apri', La piana, Pairazzi, San giuseppe, Catarnallo, và Crosa.
Piedimulera giáp các đô thị: Calasca-Castiglione, Pallanzeno, Pieve Vergonte, Vogogna, Seppiana.